# Nycticeius humeralis
Nycticeius humeralis là một loài động vật có vú trong họ Dơi muỗi, bộ Dơi. Loài này được Rafinesque mô tả năm 1818.